# Tom Trybull
Tom Trybull (Berlijn, 9 maart 1993) is een Duits voetballer die doorgaans als defensieve middenvelder speelt. 

## Clubcarrière
Trybull trok op zijn zestiende naar Hansa Rostock. Daarvoor speelde hij bij Berliner, SV Lichtenberg 47 en Union Berlin. Hij maakte op 23 oktober 2010 in de slotfase van een duel tegen Dynamo Dresden zijn profdebuut in de 3. Liga. Na achttien wedstrijden in het eerste elftal van Hansa Rostock tekende Trybull op 6 juni 2011 een driejarig contract bij Werder Bremen. Hij maakte op 18 februari 2012 zijn eerste profdoelpunt, in een duel tegen Hamburger SV. Vervolgens speelde hij bij FC St. Pauli, SpVgg Greuther Fürth en ADO Den Haag. Hij verruilde ADO Den Haag in augustus 2017 transfervrij voor Norwich City. In oktober 2020 werd hij verhuurd aan Blackburn Rovers. 

## Interlandcarrière
Trybull kwam uit voor diverse Duitse jeugdelftallen.

## Erelijst
| Kampioen Championship | 1x | 2018/19 |